# Мерси
Мерси (енгл. Mersea Island) је једно од Британских острва које припада Уједињеном Краљевству, односно Енглеској. Налази се грофовији Есекс. Површина острва износи 18 km². Према попису из 2001. на острву је живело 7.182 становника.